# Luka Callø
Luka Callø (født 10. maj 2006) er en dansk fodboldspiller, der spiller for AGF som midterforsvarer.

## Karriere

### AGF
Callø begyndte at spille for AGF, da han var U/11-spiller og fortsatte i klubbens ungdomsafdeling.
I foråret 2024 fik han sine første minutter på klubbens førstehold, mens han fortsat var U/19-spiller, og 4. maj samme år fik han startdebut i en superligakamp mod FC Nordsjælland, hvor han ifølge træner Uwe Rösler gjorde det godt.
Han blev efter sæsonen kåret som årets U/19-spiller i klubben, og senere på sommeren fik han sin første seniorkontrakt med klubben; kontrakten løber til 2028.

### Kolding IF
Fra februar 2025 blev Callø udlejet til Kolding IF for resten af året. Det blev dog kun til ni kampe for koldingenserne, inden AGF hentede Callø tilbage i juni samme år.

### Landshold
Callø blev udtaget til det danske U/18-landshold i foråret 2024 og har her spillet to kampe. Senere samme år kom han på U/19-landsholdet og var med til at sikre holdet kvalifikation til U/19-EM i 2025, hvor han spillede i to af Danmarks kampe.